# Majken Hessner Thiam
Anne Majken Hessner Thiam (* 9. Mai 1949) ist eine ehemalige dänische Politikerin der Socialdemokraterne. Vom 7. Oktober 1980 bis zum 10. März 1981 war sie Abgeordnete im Folketing und Vorstandsmitglied von Mærsk Line.
1980 traf sie Habib Thiam, den späteren (1981–1983 und 1991–1998) Premierminister Senegals auf einer internationalen Konferenz in Oslo und verließ ihren Mann und ihre Kinder und gab ihren Sitz im Folketing im folgenden Jahr auf, konvertierte zum Islam und heiratete Thiam.